# The Breeze – An Appreciation of JJ Cale
The Breeze – An Appreciation of JJ Cale ist ein Album des britischen Rockmusikers Eric Clapton. Es erschien am 29. Juli 2014 als Hommage an seinen 2013 verstorbenen Freund J.J. Cale. Es erreichte in Großbritannien, USA und den D-A-CH-Staaten Top-10-Platzierungen und verkaufte sich mehr als 230.000-mal. Clapton stellte das Album im Rahmen seiner Welttournee im Jahr 2014 vor.

## Hintergrund
Clapton bezeichnete Cale oft als jemanden, der großen Einfluss auf seine Musik habe und als einen der wichtigsten Vertreter der Rockmusik. Um Cale zu danken und zu ehren, bat Clapton einige Freunde, auf dem Album mitzuwirken.

“I would like people to tap into what JJ Cale did – that’s the point. I’m just the messenger; I’ve always felt that that’s my job. I try to interpret things so that the public at large, or at least the people who listen to what I do, will become intrigued about where I got it from.”

„Ich möchte Leute dazu bringen zu hören, was JJ Cale geschaffen hat. Ich bin nur der Bote; ich habe immer schon gespürt, dass dies meine Aufgabe ist. Ich versuche, die Dinge so zu interpretieren, dass ein größeres Publikum, oder zumindest die Leute, die meine Musik hören, sich fragen, woher meine Sachen kommen.“

## Titelliste
Alle Songs wurden von J.J. Cale geschrieben – außer Someday (J.J. Cale & Walt Richmond), I'll Be There (If You Ever Want Me) (Rusty Gabbard & Ray Price) und Don't Wait (J.J. Cale & Christine Lakeland).
1. Call Me the Breeze – 3:06 – Clapton
2. Rock And Roll Records – 2:19 – Clapton, Tom Petty
3. Someday – 3:48 – Clapton, Mark Knopfler
4. Lies – 3:06 – Clapton, John Mayer
5. Sensitive Kind – 5:17 – Clapton, Don White
6. Cajun Moon – 2:27 – Clapton
7. Magnolia – 3:41 – Clapton, Mayer
8. I Got the Same Old Blues – 3:02 – Clapton, Petty
9. Songbird – 2:55 – Eric Clapton, Willie Nelson
10. Since You Said Goodbye – 3:00 – Clapton
11. I’ll Be There (If You Ever Want Me) – 2:36 – Clapton, White
12. The Old Man And Me – 2:56 – Clapton, Petty
13. Train to Nowhere – 4:51 – Clapton, Knopfler, White
14. Starbound – 2:03 – Clapton, Nelson
15. Don’t Wait – 2:46 – Clapton, Mayer
16. Crying Eyes – 3:30 – Clapton, Christine Lakeland

## Rezeption
Allmusic-Kritiker Stephen Thomas Erlewine bezeichnete das Album als „sehr angenehm“ und als ein „überzeugendes Testament“. Dennoch bemängelte er die „monochromatische Eindimensionalität“ des Albums. Er vergab zweieinhalb von fünf möglichen Bewertungseinheiten für das Album. Patrick Doyle von Rolling Stone vergab drei von fünf Sternen für das Album und lobte sowohl die Spielweise von Clapton als auch die der Gastmusiker. Kritiker der Seite Drowned in Sound, Joe Goggins vergab sechs von zehn möglichen Punkten für das Album und fügte hinzu: „Puristen werden das Album lieben“. Auf Metacritic erreichte das Album eine Punktzahl von 65. Kritiker Giuliano Benassi von Laut.de bewertete das Album: „Über die Qualität der Versionen lässt sich nicht meckern. Vielleicht ist die Produktion eine Spur zu glatt ausgefallen, doch fließt die Platte vor sich hin, dass es eine Freude ist.“ Die Website jpc bezeichnete das Album als „ein abwechslungsreiches Kaleidoskop gepflegter Gitarrenstile und -sounds mit viel Blues und Rock ’n’ Roll.“ Radio hr1 kommentierte das Album: „Ein richtig schönes entspanntes Sommeralbum, mit Understatement und großer Gitarrenkunst.“ Douglas Heselgrave von Paste Magazine fasste es mit „Es ist alles wert!“ kurz zusammen. Mikael Wood von der LA Times meinte, das Album besitze einzigartigen Charme. Kritiker Jörg Böckem von Spiegel.de kommentierte das Album: „Die CD macht vor allem Lust, die Originale wieder zu entdecken.“ Die Frankfurter Allgemeine Zeitung zeichnete The Breeze als Album der Woche aus und Starbucks als Pick of the Week. Die Leser des Vintage Guitar Magazine zeichneten The Breeze – An Appreciation of JJ Cale als Album des Jahres 2014 aus.

### Auszeichnungen
| Preis           | Datum         | Kategorie                       | Preisträger und Nominierte                                      | Resultat  | Beleg(e) |
| --------------- | ------------- | ------------------------------- | --------------------------------------------------------------- | --------- | -------- |
| Musikpreis Echo | 26. März 2015 | Künstler international Rock/Pop | Eric Clapton & Friends: The Breeze – An Appreciation of JJ Cale | Nominiert | [ 15 ]   |

## Kommerzieller Erfolg

### Chartplatzierungen
The Breeze – An Appreciation of JJ Cale stieg in Deutschland hinter dem Album Sommerträume von den Amigos auf Platz zwei der Offiziellen Deutschen Charts am 8. August 2014 ein. In den nächsten drei Wochen fiel das Album auf die Platzierungen drei, vier und sechs zurück und erreichte erneut Platz vier in der Woche vom 5. September 2014. Im Herbst verblieb das Album weitere neuen Wochen in den Deutschen Musikcharts bis zum Austritt am 14. November 2014. Im Januar 2015 erreichte die Veröffentlichung erneut drei Wochen lang die Charts und verblieb insgesamt 17 Wochen in der Auflistung. In Österreich erreichte das Album Platz acht und hielt drei Wochen lang eine Top-10-Platzierung in der Ö3 Austria Top 40. Das Album verblieb zehn Wochen in der österreichischen Hitparade. In der Schweiz erreichte das Album Platz zwei, war fünf Wochen lang in den Top-10 vertreten und verblieb 15 Wochen in der Schweizer Hitparade. In den USA erreichte das Album Platz zwei der Billboard 200 und belegte in Großbritannien Platz drei der OCC-Charts.
| ChartsChartplatzierungen       | Höchstplatzierung | Wochen |
| ------------------------------ | ----------------- | ------ |
| Deutschland (GfK)              | 2 (17 Wo.)        | 17     |
| Österreich (Ö3)                | 8 (10 Wo.)        | 10     |
| Schweiz (IFPI)                 | 2 (15 Wo.)        | 15     |
| Vereinigte Staaten (Billboard) | 2 (13 Wo.)        | 13     |
| Vereinigtes Königreich (OCC)   | 3 (7 Wo.)         | 7      |

| ChartsJahrescharts (2014)      | Platzierung |
| ------------------------------ | ----------- |
| Deutschland (GfK)              | 61          |
| Schweiz (IFPI)                 | 71          |
| Vereinigte Staaten (Billboard) | 117         |

### Auszeichnungen für Musikverkäufe
Im März 2018 erhielt das Album von dem Bundesverband Musikindustrie eine Goldene Schallplatte für mehr als 100.000 verkaufte Exemplare in der Bundesrepublik Deutschland. In den Niederlanden wurde das Album bereits zwei Jahre zuvor mit einer Goldenen Schallplatte für über 20.000 abgesetzte Tonträger von der Nederlandse Vereniging van Producenten en Importeurs van beeld- en geluidsdragers ausgezeichnet. In Polen wurde The Breeze – An Appreciation of JJ Cale am 13. Januar 2016 von der polnischen Musikindustrie Związek Producentów Audio-Video mit einer Platin-Schallplatte für mehr als 20.000 Verkäufe ausgezeichnet. In den Vereinigten Staaten verkaufte sich das Album laut Reuters und Billboard Magazine in der ersten Woche rund 61.000 mal und in der zweiten Chartwoche 29.000 mal.
| Land/Region                  | Auszeichnungen für Musikverkäufe (Land/Region, Auszeichnung, Verkäufe) | Verkäufe |
| ---------------------------- | ---------------------------------------------------------------------- | -------- |
| Deutschland (BVMI)           | Gold                                                                   | 100.000  |
| Niederlande (NVPI)           | Gold                                                                   | 20.000   |
| Polen (ZPAV)                 | Platin                                                                 | 20.000   |
| Vereinigte Staaten (RIAA)    | —                                                                      | 90.000   |
| Vereinigtes Königreich (BPI) | Silber                                                                 | 60.000   |
| Insgesamt                    | 1× Silber · 2× Gold · 1× Platin ·                                      | 290.000  |

Hauptartikel: Eric Clapton/Auszeichnungen für Musikverkäufe